# Sportgemeinschaft Sonnenhof Großaspach 2013-2014
Questa voce raccoglie le informazioni riguardanti la Sportgemeinschaft Sonnenhof Großaspach nelle competizioni ufficiali della stagione 2013-2014.

## Stagione
Nella stagione 2013-2014 il Sonnenhof Grossaspach, allenato da Rüdiger Rehm, concluse il campionato di Regionalliga sudovest al 1º posto, vinse gli spareggi promozione contro il Wolfsburg II e fu promosso in 3. Liga.

## Rosa
| N. |                     | Ruolo | Calciatore         |
| -- | ------------------- | ----- | ------------------ |
| 1  | Germania (bandiera) | P     | Kevin Kunz         |
| 2  | Germania (bandiera) | D     | Dennis Grab        |
| 4  | Germania (bandiera) | C     | Sebastian Gleißner |
| 5  | Germania (bandiera) | D     | Robin Schuster     |
| 6  | Germania (bandiera) | D     | Marius Jurczyk     |
| 7  | Kosovo (bandiera)   | A     | Shqiprim Binakaj   |
| 8  | Germania (bandiera) | A     | Michael Renner     |
| 9  | Germania (bandiera) | A     | Manuel Fischer     |
| 11 | Germania (bandiera) | C     | Moritz Kuhn        |
| 13 | Germania (bandiera) | P     | Christopher Gäng   |
| 14 | Germania (bandiera) | A     | Sahr Senesie       |
| 15 | Italia (bandiera)   | D     | Felice Vecchione   |
| 17 | Germania (bandiera) | D     | Martin Cimander    |

| N. |                     | Ruolo | Calciatore        |
| -- | ------------------- | ----- | ----------------- |
| 18 | Germania (bandiera) | C     | Simon Skarlatidis |
| 19 | Germania (bandiera) | A     | Daniel Lang       |
| 20 | Germania (bandiera) | C     | Michele Rizzi     |
| 22 | Germania (bandiera) | C     | Daniel Hägele     |
| 23 | Germania (bandiera) | C     | Johannes Fiand    |
| 25 | Germania (bandiera) | D     | Kai Gehring       |
| 27 | Germania (bandiera) | D     | David Kienast     |
| 30 | Austria (bandiera)  | C     | Denis Berger      |
| 31 | Germania (bandiera) | A     | Tobias Rühle      |
| 34 | Germania (bandiera) | C     | Nicolas Jüllich   |
|    | Germania (bandiera) | C     | Robin Binder      |
|    | Germania (bandiera) | C     | Luca Jungbluth    |

## Organigramma societario
Area tecnica
- Allenatore: Rüdiger Rehm
- Allenatore in seconda:
- Preparatore dei portieri: Jörg Schlisske
- Preparatori atletici:
- Analisi video:

## Calciomercato

### Sessione estiva
| Acquisti | Acquisti         | Acquisti            | Acquisti |
| R.       | Nome             | da                  | Modalità |
| -------- | ---------------- | ------------------- | -------- |
| D        | Boris Becker     | Kaiserslautern II   |          |
| C        | Denis Berger     | Hansa Rostock       |          |
| P        | Christopher Gäng | Lokomotive Lipsia   |          |
| A        | Michael Renner   | 1. FC Frickenhausen |          |
| A        | Tobias Rühle     | Kickers Stoccarda   |          |
| A        | Sahr Senesie     | Wacker Burghausen   |          |
| D        | Felice Vecchione | Stoccarda II        |          |

| Cessioni | Cessioni           | Cessioni         | Cessioni |
| R.       | Nome               | a                | Modalità |
| -------- | ------------------ | ---------------- | -------- |
| D        | Boris Becker       | SVN Zweibrücken  |          |
| C        | Julian Grupp       | Wehen Wiesbaden  |          |
| D        | Shaban Ismaili     | Waldhof Mannheim |          |
| P        | Christopher Knett  | Austria Lustenau |          |
| C        | Sidy Niang         | Sonnenhof G. II  |          |
| D        | Raphael Schaschko  | Reutlingen       |          |
| A        | Sebastian Szimayer | Waldhof Mannheim |          |
| A        | Fabian Weiß        | Aalen            |          |

### Sessione invernale
| Acquisti | Acquisti | Acquisti | Acquisti |
| R.       | Nome     | da       | Modalità |
| -------- | -------- | -------- | -------- |

| Cessioni | Cessioni     | Cessioni     | Cessioni |
| R.       | Nome         | a            | Modalità |
| -------- | ------------ | ------------ | -------- |
| C        | Hüseyin Pala | Turgutluspor |          |

## Risultati

### Regionalliga

#### Girone di andata
| Arbitro: | Kessel |

|  |           |                 |
|  | Marcatori | 83’ Skarlatidis |

| Arbitro: | Vonderschmidt |

|                         |           |                   |
| Senesie 77’ Fischer 89’ | Marcatori | 55’ (rig.) Dautaj |

| Arbitro: | Baitinger |

|                |           |                             |
| Kuengienda 74’ | Marcatori | 9’ Schuster 85’ Skarlatidis |

| Arbitro: | Faller |

|                         |           |  |
| Hägele 54’ Schuster 74’ | Marcatori |  |

| Arbitro: | Bartsch |

|          |           |                                |
| Kuhn 26’ | Marcatori | 6’, 12’ Slišković 77’ Lewerenz |

| Arbitro: | Münch |

|            |           |                                                                     |
| Fındık 86’ | Marcatori | 14’ Fiand 24’ (rig.), 29’ (rig.) Rizzi 58’ Binakaj 82’ (rig.) Rühle |

| Arbitro: | Christ |

|  |           |                             |
|  | Marcatori | 21’ von der Burg 67’ Bäcker |

| Arbitro: | Schlager |

|  |           |                         |
|  | Marcatori | 32’, 49’ Kuhn 78’ Rizzi |

| Arbitro: | Klein |

|           |           |           |
| Rizzi 77’ | Marcatori | 3’ Schulz |

| Arbitro: | Kessel |

|                    |           |                                       |
| Gaede 70’ Marz 86’ | Marcatori | 7’ Rizzi 37’ Senesie 79’, 90’ Fischer |

| Arbitro: | Meisberger |

|             |           |                          |
| Fischer 26’ | Marcatori | 61’ Kiermeier 82’ Burgio |

| Arbitro: | Alt |

|             |           |             |
| Abelski 67’ | Marcatori | 29’ Senesie |

| Arbitro: | Vonderschmidt |

|             |           |           |
| Binakaj 75’ | Marcatori | 90’ Pokar |

| Arbitro: | Kühlmeyer |

|           |           |                       |
| Volina 6’ | Marcatori | 10’ Rizzi 53’ Fischer |

| Arbitro: | Göpferich |

|             |           |  |
| Fischer 36’ | Marcatori |  |

| Arbitro: | Faller |

|                 |           |             |
| Kuhn 75’ (aut.) | Marcatori | 70’ Senesie |

| Arbitro: | Jöllenbeck |

|         |           |  |
| Kuhn 7’ | Marcatori |  |

#### Girone di ritorno
| Arbitro: | Klein |

|          |           |                                   |
| Saiti 3’ | Marcatori | 42’ Jüllich 65’ Rühle 89’ Senesie |

| Arbitro: | Bartsch |

|                            |           |             |
| Senesie 39’ Rühle 43’, 47’ | Marcatori | 90’ Käthner |

| Arbitro: | Steinberg |

|                                  |           |            |
| Rühle 2’ Gehring 60’ Senesie 85’ | Marcatori | 16’ Treske |

| Arbitro: | Jöllenbeck |

|  |           |          |
|  | Marcatori | 8’ Rühle |

| Magonza 8 marzo 2014, ore 14:00 CET 22ª giornata | Magonza II | 0 – 0 referto | Sonnenhof G. | Stadion am Bruchweg (655 spett.)\| Arbitro: \| Kempkes \| |
| Arbitro:                                         | Kempkes    |               |              |                                                           |

| Arbitro: | Münch |

|                             |           |  |
| Rizzi 18’ (rig.) Berger 24’ | Marcatori |  |

| Offenbach am Main 21 marzo 2014, ore 19:00 CET 24ª giornata | Kickers Offenbach | 0 – 0 referto | Sonnenhof G. | Sparda-Bank-Hessen-Stadion (5 221 spett.)\| Arbitro: \| Schmitt \| |
| Arbitro:                                                    | Schmitt           |               |              |                                                                    |

| Arbitro: | Faller |

|                                                                   |           |                      |
| Rühle 12’ Hägele 36’ Skarlatidis 38’ Rizzi 40’ (rig.) Binakaj 80’ | Marcatori | 56’ (rig.) Reinhardt |

| Arbitro: | Göpferich |

|             |           |                                   |
| Jullien 52’ | Marcatori | 19’ Rühle 36’ Binakaj 64’ Gehring |

| Arbitro: | Schütz |

|                      |           |             |
| Binakaj 9’ Rühle 47’ | Marcatori | 67’ Schmeer |

| Arbitro: | Kempter |

|               |           |                      |
| Bindnagel 17’ | Marcatori | 55’ Renner 90’ Rizzi |

| Arbitro: | Günsch |

|                                     |           |  |
| Skarlatidis 24’, 52’ Rühle 48’, 84’ | Marcatori |  |

| Arbitro: | Zorn |

|                                                     |           |           |
| Dorow 5’, 53’ Mockenhaupt 36’ Jacob 43’ Dadaşov 83’ | Marcatori | 79’ Rühle |

| Arbitro: | Fritsch |

|  |           |                      |
|  | Marcatori | 42’ Frick 63’ Weller |

| Arbitro: | Klein |

|                 |           |                                                    |
| Duchscherer 42’ | Marcatori | 16’ (rig.), 78’ Rizzi 34’ Rühle 81’ (rig.) Fischer |

| Arbitro: | Bartsch |

|                                                                  |           |                                           |
| Rühle 4’ Fischer 10’, 55’ Rizzi 23’ (rig.) Renner 86’ Berger 90’ | Marcatori | 16’ Bauer 39’, 56’, 67’ Jabiri 64’ Zinram |

| Arbitro: | Schlager |

|  |           |                           |
|  | Marcatori | 26’, 32’ Binakaj 31’ Kuhn |

### Spareggi promozione
| Aspach 28 maggio 2014, ore 19:00 CEST andata | Sonnenhof G. | 0 – 0 referto | Wolfsburg II | comtech Arena (5 728 spett.)\| Arbitro: \| Cortus \| |
| Arbitro:                                     | Cortus       |               |              |                                                      |

| Arbitro: | Wingenbach |

|  |           |             |
|  | Marcatori | 67’ Senesie |

## Statistiche

### Statistiche di squadra
| Competizione          | Punti | In casa | In casa | In casa | In casa | In casa | In casa | In trasferta | In trasferta | In trasferta | In trasferta | In trasferta | In trasferta | Totale | Totale | Totale | Totale | Totale | Totale | DR  |
| Competizione          | Punti | G       | V       | N       | P       | Gf      | Gs      | G            | V            | N            | P            | Gf           | Gs           | G      | V      | N      | P      | Gf     | Gs     | DR  |
| --------------------- | ----- | ------- | ------- | ------- | ------- | ------- | ------- | ------------ | ------------ | ------------ | ------------ | ------------ | ------------ | ------ | ------ | ------ | ------ | ------ | ------ | --- |
| Regionalliga sudovest | 75    | 17      | 11      | 2       | 4       | 35      | 21      | 17           | 12           | 4            | 1            | 36           | 16           | 34     | 23     | 6      | 5      | 71     | 37     | +34 |
| Spareggi promozione   | -     | 1       | 0       | 1       | 0       | 0       | 0       | 1            | 1            | 0            | 0            | 1            | 0            | 2      | 1      | 1      | 0      | 1      | 0      | +1  |
| Totale                | 75    | 18      | 11      | 3       | 4       | 35      | 21      | 18           | 13           | 4            | 1            | 37           | 16           | 36     | 24     | 7      | 5      | 72     | 37     | +35 |

### Andamento in campionato
| Giornata  | 1 | 2 | 3 | 4 | 5 | 6 | 7 | 8 | 9 | 10 | 11 | 12 | 13 | 14 | 15 | 16 | 17 | 18 | 19 | 20 | 21 | 22 | 23 | 24 | 25 | 26 | 27 | 28 | 29 | 30 | 31 | 32 | 33 | 34 |
| --------- | - | - | - | - | - | - | - | - | - | -- | -- | -- | -- | -- | -- | -- | -- | -- | -- | -- | -- | -- | -- | -- | -- | -- | -- | -- | -- | -- | -- | -- | -- | -- |
| Luogo     | T | C | T | C | C | T | C | T | C | T  | C  | T  | C  | T  | C  | T  | C  | T  | C  | C  | T  | T  | C  | T  | C  | T  | C  | T  | C  | T  | C  | T  | C  | T  |
| Risultato | V | V | V | V | P | V | P | V | N | V  | P  | N  | N  | V  | V  | N  | V  | V  | V  | V  | V  | N  | V  | N  | V  | V  | V  | V  | V  | P  | P  | V  | V  | V  |
| Posizione | 6 | 3 | 2 | 2 | 2 | 2 | 2 | 2 | 2 | 1  | 3  | 3  | 4  | 3  | 3  | 2  | 2  | 2  | 1  | 1  | 1  | 2  | 2  | 2  | 2  | 1  | 1  | 1  | 1  | 1  | 1  | 1  | 1  | 1  |

Legenda:

Luogo: C = Casa; T = Trasferta. Risultato: V = Vittoria; N = Pareggio; P = Sconfitta.

### Statistiche dei giocatori
| Giocatore      | Spareggi promozione | Spareggi promozione | Spareggi promozione | Spareggi promozione | Regionalliga sudovest | Regionalliga sudovest | Regionalliga sudovest | Regionalliga sudovest | Totale   | Totale | Totale      | Totale     |
| Giocatore      | Presenze            | Reti                | Ammonizioni         | Espulsioni          | Presenze              | Reti                  | Ammonizioni           | Espulsioni            | Presenze | Reti   | Ammonizioni | Espulsioni |
| -------------- | ------------------- | ------------------- | ------------------- | ------------------- | --------------------- | --------------------- | --------------------- | --------------------- | -------- | ------ | ----------- | ---------- |
| D. Berger      | 2                   | 0                   | 0                   | 0                   | 29                    | 2                     | 8                     | 0                     | 31       | 2      | 8           | 0          |
| S. Binakaj     | 2                   | 0                   | 0                   | 0                   | 31                    | 7                     | 5                     | 1                     | 33       | 7      | 5           | 1          |
| R. Binder      | 0                   | 0                   | 0                   | 0                   | 9                     | 0                     | 1                     | 0                     | 9        | 0      | 1           | 0          |
| M. Cimander    | 0                   | 0                   | 0                   | 0                   | 10                    | 0                     | 2                     | 0                     | 10       | 0      | 2           | 0          |
| J. Fiand       | 0                   | 0                   | 0                   | 0                   | 17                    | 1                     | 1                     | 0                     | 17       | 1      | 1           | 0          |
| M. Fischer     | 2                   | 0                   | 1                   | 0                   | 23                    | 9                     | 2                     | 0                     | 25       | 9      | 3           | 0          |
| K. Gehring     | 2                   | 0                   | 0                   | 0                   | 30                    | 2                     | 6                     | 0                     | 32       | 2      | 6           | 0          |
| S. Gleißner    | 0                   | 0                   | 0                   | 0                   | 4                     | 0                     | 1                     | 0                     | 4        | 0      | 1           | 0          |
| D. Grab        | 0                   | 0                   | 0                   | 0                   | 2                     | 0                     | 0                     | 1                     | 2        | 0      | 0           | 1          |
| C. Gäng        | 2                   | 0                   | 1                   | 0                   | 24                    | 0                     | 0                     | 0                     | 26       | 0      | 1           | 0          |
| D. Hägele      | 2                   | 0                   | 0                   | 0                   | 28                    | 2                     | 5                     | 0                     | 30       | 2      | 5           | 0          |
| L. Jungbluth   | 0                   | 0                   | 0                   | 0                   | 1                     | 0                     | 0                     | 0                     | 1        | 0      | 0           | 0          |
| M. Jurczyk     | 0                   | 0                   | 0                   | 0                   | 2                     | 0                     | 0                     | 0                     | 2        | 0      | 0           | 0          |
| N. Jüllich     | 2                   | 0                   | 0                   | 0                   | 16                    | 1                     | 3                     | 0                     | 18       | 1      | 3           | 0          |
| D. Kienast     | 1                   | 0                   | 0                   | 0                   | 33                    | 0                     | 4                     | 0                     | 34       | 0      | 4           | 0          |
| M. Kuhn        | 2                   | 0                   | 0                   | 0                   | 32                    | 5                     | 5                     | 0                     | 34       | 5      | 5           | 0          |
| K. Kunz        | 0                   | 0                   | 0                   | 0                   | 11                    | 0                     | 0                     | 0                     | 11       | 0      | 0           | 0          |
| D. Lang        | 0                   | 0                   | 0                   | 0                   | 7                     | 0                     | 0                     | 0                     | 7        | 0      | 0           | 0          |
| M. Renner      | 2                   | 0                   | 0                   | 0                   | 7                     | 2                     | 0                     | 0                     | 9        | 2      | 0           | 0          |
| M. Rizzi       | 2                   | 0                   | 1                   | 0                   | 34                    | 12                    | 4                     | 0                     | 36       | 12     | 5           | 0          |
| T. Rühle       | 2                   | 0                   | 1                   | 0                   | 33                    | 14                    | 3                     | 0                     | 35       | 14     | 4           | 0          |
| R. Schuster    | 0                   | 0                   | 0                   | 0                   | 17                    | 2                     | 4                     | 1                     | 17       | 2      | 4           | 1          |
| S. Senesie     | 2                   | 1                   | 1                   | 0                   | 23                    | 7                     | 1                     | 1                     | 25       | 8      | 2           | 1          |
| S. Skarlatidis | 2                   | 0                   | 1                   | 0                   | 30                    | 5                     | 2                     | 0                     | 32       | 5      | 3           | 0          |
| F. Vecchione   | 1                   | 0                   | 0                   | 0                   | 19                    | 0                     | 2                     | 0                     | 20       | 0      | 2           | 0          |